# Ralph Craig
Ralph Cook Craig (21. června 1889 Detroit, Michigan – 21. července 1972 Lake George, New York) byl americký atlet, sprinter, dvojnásobný olympijský vítěz z roku 1912.

## Sportovní kariéra
Nejdříve se věnoval krátkým překážkovým běhům, na sprinty se přeorientoval během studia na University of Michigan. Na olympiádě v Saint Louis v roce 1912 zvítězil ve dvou sprinterských disciplínách - na 100 i 200 metrů. Po olympiádě skončil s atletickou kariérou. Po více než třiceti letech, při olympiádě v roce 1948 v Londýně, byl náhradníkem americké jachtařské posádky. Nestartoval v olympijském závodě, ale při zahajovacím ceremoniálu nesl vlajku USA.